# S4 League
S4 League (em coreano: S4리그) é um jogo multiplayer online de tiro em terceira pessoa desenvolvido pela empresa sul-coreana Pentavision, subsidiária da Neowiz Games.  
O jogo consiste em diversas modalidades de partidas competitivas, travadas com uma variedade de armas de curto e longo alcance, geralmente entre equipes. Nota-se os personagens delineados no estilo de mangá, capazes de executar movimentos rápidos e precisos e o aspecto sci-fi (futurístico) dos cenários e itens. 
O título S4 League provém dos quatro atributos marcados pela letra S, mencionados em seu slogan: Stylish eSper Shooting Sports. Cada um deles denotaria um atributo específico do jogo, como explicado a seguir.
- Stylish - "Estiloso": a customização dos personagens. Diversas roupas, tipos de rosto e cabelo, entre outros traços visuais estão à escolha do jogador.
- eSper - "Paranormal": itens e habilidades surreais. Skills tais como voar e ficar invisível e armas futurísticas estão presentes no jogo.
- Shooting - "Tiro": o gênero do jogo, que é de tiro em terceira pessoa.
- Sports - "Esportes": o espírito competitivo das partidas, especialmente no modo Touch Down.

Atualmente, o S4 League está disponível na Coreia do Sul pela Pmang, na Europa, nos Estados Unidos, no Canadá, entre outras regiões pela Aeria Games e na América Latina pela Yuisy. Também há versões oficiais do S4 League na Tailândia, no Japão, em Taiwan e na Indonésia.

## História de lançamento
O jogo original foi lançado e publicado em 2006, na Coreia do Sul, pela operadora Pmang. Em 2008, uma versão ocidental do S4 League foi lançada pela alaplaya na Europa, nos Estados Unidos e no Canadá. Mais tarde, em 2010, esta versão estendeu-se para outras regiões do mundo, como a América Latina. No entanto, no final de 2013, a operadora Yuisy publicou uma versão exclusivamente latina do jogo, que veio a substituir os servidores da alaplaya direcionados à América Latina. No final de 2013, também, o S4 ocidental passou a ser publicado pela Aeria Games. Versões do jogo para outras regiões foram lançadas paralelamente, incluindo uma versão para a Tailândia em 2011, e versões para Japão, Taiwan e Indonésia em 2012.

## Jogabilidade
A jogabilidade do S4 League varia muito de modo para modo, mas em geral consiste em disputas com armas por pontos, adquiridos eliminando inimigos ou concluindo algum objetivo característico do modo que se joga.  Uma das poucas regras universais é que cada jogador humano é guiado pelo seus marcadores de HP (Health Points) e SP (Speed/Skill Points). O medidor de HP, mostrado em azul, indica a saúde (ou vida) do personagem; se ele chegar ao fim, o personagem morre e ressuscita depois de sete segundos (no modo Arcade, no entanto, é possível ressuscitar mais rápido). O medidor de SP, mostrado em amarelo, indica o quão mais o jogador pode correr ou utilizar skills (habilidades). O jogo também possui um sistema de XP (pontos de experiência): quanto mais pontos se consegue numa partida, maior será a experiência adquirida e mais rápido crescerá o rank do jogador.

### Modos de jogo

#### Modos de equipe
Há cinco modos em que partidas de 10 a 30 minutos são disputadas entre duas equipes (denominadas Alpha e Beta) com 1 a 8 jogadores cada. Em partidas deste tipo, há um placar indicando os pontos de cada equipe e vence aquela que tiver a maior somatória neste placar. No caso de empate no placar, a equipe com mais pontos individuais vence. Além disso, não é possível atacar jogadores da mesma equipe (exceto com armas do tipo bomba) e jogadores da equipe inimiga aparecem com roupas vermelhas.
- Touch Down (TD) - Modo baseado no futebol americano. Cada uma das equipes possui um gol em sua base. No centro do mapa, está localizada a Fumbi, a mascote do S4. O objetivo da equipe é apanhar a Fumbi e conduzi-la até o gol na base inimiga para fazer o touch down, e impedir que ela seja levada à sua base. A equipe que tiver feito mais Touch Downs ganha.

- Death Match (DM) - O objetivo da equipe é matar o maior número de inimigos possível. Cada inimigo morto é um ponto para a equipe.

- Captain - Cada jogador começa com uma coroa para marcar que ele é capitão. Se o jogador for morto, perde a coroa. Quando não restar mais nenhum capitão numa equipe, a outra equipe vence a rodada. A equipe que tiver vencido o maior número de rodadas ganha. Vale ressaltar que os jogadores que não são capitães podem ver a localização dos capitães inimigos.

- Siege - Há três bases ao longo do mapa. Se um dos jogadores fica dentro de uma base por um determinado tempo, até o mostrador preencher 100%, ele conquista a base. Para conquistar uma base rival, é necessário ficar lá o dobro do tempo, pois é necessário "desconquistá-la" primeiro. A equipe que conquistar as três bases vence a rodada. A equipe com mais rodadas ganhas até o limite de tempo vence a partida.

- Arena - Os jogadores se enfrentam em sucessivas batalhas de um contra um, cada lado representando sua equipe. Vence a batalha quem matar o adversário, ou a batalha empata caso o tempo acabar antes. Os outros jogadores, que ficam como espectadores quando não estão batalhando, podem atirar bombas na arena durante um certo tempo. No final, o time com mais vitórias individuais é o vencedor.

#### Modos de disputa individual
Há dois modos, disputados por entre 4 e 12 jogadores, em que não há equipes; em vez disso a somatória de pontos é particular a cada jogador.
- Chaser - Um dos jogadores da sala é aleatoriamente selecionado para ser o Chaser ("Caçador"), cujo objetivo é eliminar todos os outros no limite de tempo. O Chaser possui HP superior e suas armas causam muito mais dano, além dele ser acompanhado por um mascote característico. Se o jogador que controla o Chaser eliminar os inimigos com mais pontos (marcados com um alvo) primeiro, ele ganha o dobro de pontos.

- Battle Royal (BR) - O objetivo é matar o maior número de inimigos possível. Quando se atinge a maior pontuação, o jogador sobe no ranking da sala. O primeiro do ranking é marcado com um alvo no mapa, facilitando a caça dos outros jogadores.

#### Outros modos
- Arcade - Modo cooperativo baseado em jogos de aventura. Entre 1 e 4 jogadores passam por oito fases centradas em uma história. O objetivo é destruir personagens inimigos controlados pelo computador (bots).

- Conquest - Também jogado por entre 1 e 4 jogadores, este modo é similar ao modo Arcade. O objetivo é derrotar o maior número de bots possível através de fases. Uma cápsula "smartpack" respectiva ao "King" desse mesmo modo de jogo é dada como recompensa a quem passar todas as fases.

- Practice - Modo individual, destinado ao treino e prática do jogo, sem nenhuma recompensa. O objetivo é destruir todas as sentry guns no mapa até o tempo acabar.

- Tutorial - Tutorial que ensina os controles e ações básicas do jogo. Ele começa automaticamente quando se cria uma nova conta, porém não é obrigatório completá-lo. Mesmo se completado, ele pode ser repetido quantas vezes o jogador quiser.

### Lista de armas do jogo

#### Melees (armas de curto alcance)
Nome dado às armas brancas.
- Plasma Sword
- Counter Sword
- Storm Bat
- Spy Dagger
- Twin Blade
- Breaker
- EXO Scythe
- Katana
- Iron Boots
- Sigma Blade

#### Guns
Armas de fogo de cano curto.
- Hand Gun
- Burst Shotgun
- Revolver

#### Rifles
Armas de fogo de cano longo.
- Submachine Gun
- Semi-Rifle
- Smash Rifle
- Homing Rifle
- Smash Rifle
- Gauss Rifle
- Spark Rifle
- Assault Rifle
- Dual Magnum

#### Heavy Guns
Armas com alto poder de fogo.
- Air Gun
- Heavy Machine Gun
- Light Machine Gun
- Turret

#### Armas mentais
Estas armas não disparam nem batem, mas funcionam retirando ou acrescentando energia. Elas podem ser usadas através de paredes e outros obstáculos.
- Mind Shock - Remove vida de inimigos através de um choque.
- Mind Energy - Restaura vida de aliados.

#### Armas instaláveis
São máquinas que podem ser posicionadas num determinado local para atacar ou deter os inimigos. Elas podem ser destruídas pelos inimigos se receberem o suficiente de dano e desaparecem automaticamente caso o jogador seja abatido ou tente instalar uma segunda (só é permitido uma por vez).
- Sentry Gun - Disparam em inimigos próximos com precisão.
- Senty Nell - Deixam o adversário que encostar nela tonto por alguns segundos, de modo que ele não possa se mover nem atacar e retira parte de seu HP.

#### Bombas e lança-bombas
- Earth Bomber
- Lightning Bomber
- Rescue Gun - restaura a vida de quem estiver perto
- Rocket Launcher (antes conhecida como Mine Gun)

### Habilidades (skills)
Habilidades são recursos únicos que cada jogador pode usar. Não é possível entrar com mais de uma habilidade ou sem nenhuma. 

#### Passivas
Proporcionam um bônus de HP ou SP, não precisando de ativação.
- HP Mastery - Adiciona 30 pontos de HP.
- Half HP Mastery - Adiciona 15 pontos de HP. Permanente e ganha ao criar uma conta.
- SP Mastery - Adiciona 40 pontos de SP.
- Half SP Mastery - Adiciona 20 pontos de SP. Permanente e ganha ao criar uma conta.

#### Ativas
Precisam ser ativadas com um botão (Shift é o padrão) e consomem SP. Não podem ser utilizadas sem SP.
- Anchoring - É uma prancha movida a uma corrente, que permite ao jogador chegar a lugares altos com rapidez e facilidade.
- Flying - Consiste em um par de asas que permite ao jogador voar baixo e alto. É possível atirar voando também.
- Bind - É uma corrente que pode ser usada em inimigos, prendendo-os por três segundos e impedindo-os de ser mover, mas não de atacar.
- Invisible - Permite ao jogador ficar invisível até o SP acabar. A invisibilidade também acabará se o jogador atacar. É possível perceber o fundo distorcido se olhar com atenção. E se o personagem for mirado, acidentalmente ou não, aparecerá o nome do mesmo.
- Detect - Permite ao jogador identificar personagens que estão invisíveis.
- Block - Coloca uma parede que dificulta a passagem e bloqueia tiros. Tal parede funciona da mesma maneira que as armas instaláveis: só é possível colocar uma por vez e desaparecem automaticamente caso o jogador morra.
- Shield - Cria um escudo especial para proteger o jogador de tiros, embora não de ataques de espadas.
- Metalic - Ao ser ativada o jogador vira metal, e fica imobilizado e seu HP é restaurado enquanto permanecer assim. Acaba quando terminar o SP.

### Comandos
Esses são os comandos do personagem que podem fazer ele se expressar de diversas maneiras utilizando o teclado. Alguns desses comandos podem ser feitos de modo mais fácil pressionando E + [número correspondente].
| Comando              | Código                              |
| -------------------- | ----------------------------------- |
| Vitória              | /win                                |
| Frustração           | /frustration                        |
| Provocação           | /provocation (a partir do nível 17) |
| Saudação             | /hi                                 |
| Timidez              | /shy (a partir do nível 4)          |
| Tristeza             | /cry                                |
| Grande risada        | /haha                               |
| Cumprimento formal   | /greeting (a parir do nível 13)     |
| Fala                 | /say                                |
| Grito                | /yell                               |
| Irritação            | /anger (a partir do nível 18)       |
| Aplauso              | /cheer                              |
| Tesoura              | /scissors                           |
| Papel                | /paper                              |
| Pedra                | /rock                               |
| Onda (com os braços) | /wave (a paritr do nível 20)        |
| Dança 1              | /dance (a partir do nível 1)        |
| Dança 2              | /Dance 2                            |
| Mostrar clã          | /clan mark                          |
| Comemoração          | /high                               |
| Abraço               | /hug (a partir do nível 19)         |
| Atingir              | /hit                                |
| Recomendação         | /recomm (a partir do nível 14)      |
| Humilhação           | /humiliate (a partir do nível 16)   |
| Cansaço              | /gasp                               |
| Ridiculização        | /ridicule                           |
| Veneração            | /saebae                             |
| Aquecimento          | /warming up                         |

### Ranks (níveis)
Quanto mais experiência e pontos, maior é o nível do jogador. Também existem channels específicos para certos níveis de jogadores:
- Beginner (nível 0)
- Rookie (níveis 1-9)
- Super Rookie (níveis 11-19)
- Amateur (níveis 20-39)
- Semi-Pro (níveis 40-59)
- Pro (níveis 60-79)
- S4 (nível 80)

## Curiosidades
- No chat da versão em inglês de S4 League, "Hitler" é uma palavra censurada, já que nos Estados Unidos o nome do ditador alemão é usado como ofensa.
- Existe um bug chamado "Reload Cancel", o qual é dominado pela maioria dos jogadores veteranos. O bug consiste em que no momento do "Wall Jump" mudar da arma atual para uma arma que esteja pronta para ser recarregada, e então pressionar o Espaço (no teclado) mais uma vez, assim fazendo o personagem "subir" mesmo sem SP em plataformas onde não é possível chegar sem fazer um "Wall Jump".